# 1924 en musique
| \| • Retour à la chronologie générale de la musique populaire • \| |
| XXIe siècle • XXe siècle • XIXe siècle • XVIIIe siècle XVIIe siècle • XVIe siècle • XVe siècle • XIVe siècle XIIIe siècle • XIIe siècle • XIe siècle • Xe siècle IXe siècle • VIIIe siècle • Haut Moyen Âge • Rome • Grèce |
| • Retour à la chronologie générale de la musique populaire • |

| • Retour à la chronologie générale de la musique populaire • |

| Années de la musique populaire : 1921 - 1922 - 1923 - 1924 - 1925 - 1926 - 1927    |
| Décennies de la musique populaire : 1890 - 1900 - 1910 - 1920 - 1930 - 1940 - 1950 |

Cet article présente les faits marquants de l'année 1924 en musique.

## Événements
- 12 février : création de Rhapsody in Blue, de George Gershwin, au Aeolian Hall à New York, par Paul Whiteman et son orchestre[1].
- 4 avril : Jimmy Blythe enregistre Chicago Stomp, l'un des premiers disques de boogie woogie[2].
- 24 avril : Isham Jones and his Orchestra enregistrent It Had to Be You[3].
- Avril : Ed Andrews enregistre Barrelhouse Blues à Atlanta pour Okeh. C'est le premier blues traditionnel enregistré dans le Sud des États-Unis[4].
- 10 mai : Daddy Stovepipe enregistre Sundown Blues. Il est l'un des plus anciens bluesmen (par l'âge) à avoir enregistré[5].
- Août : premiers enregistrements de Papa Charlie Jackson chez Paramount, dont Papa Lawdy Lawdy Blues[6].
- 30 septembre : Carlos Gardel se produit pour la première fois sur les ondes à Buenos Aires. La popularité du tango s’étend au monde entier.
- 16 octobre : Ma Rainey et son Georgia Jazz Band enregistrent See See Rider Blues[7].
- Novembre : Marion Harris enregistre Tea for Two[8].
- 12 décembre : première à Broadway de la comédie musicale Lady, Be Good ! de George et Ira Gershwin, avec Fred Astaire, qui contient les chansons  Fascinating Rhythm et The Man I Love[9],[10].
- 31 décembre : Clara Smith enregistre My Doggone Lazy Man avec l'harmoniciste Herbert Leonard. C'est le premier enregistrement de blues connu comprenant un harmonica[11].

## Naissances
- 25 janvier: Simón Blech, violoniste et chef d’orchestre né en Pologne, naturalisé argentin († 1er octobre 1997).
- 26 janvier: Alice Babs, chanteuse suédoise († 11 février 2014).
- 29 avril : Renée Marcelle Jeanmaire, dite Zizi Jeanmaire, danseuse de ballet, chanteuse, meneuse de revue et comédienne française († 17 juillet 2020).
- 3 mai : Jane Morgan, chanteuse américaine († 4 mai 2025).
- 22 mai : Charles Aznavour, auteur compositeur interprète et acteur français († 1er octobre 2018).
- 13 septembre : Maurice Jarre, compositeur français († 29 mars 2009).